# Apegus maquilingensis
Apegus maquilingensis är en stekelart som beskrevs av Jean-Jacques Kieffer 1914. Apegus maquilingensis ingår i släktet Apegus och familjen Scelionidae. Inga underarter finns listade i Catalogue of Life.